# Färöischer Fußballpokal 1980
Der Färöische Fußballpokal 1980 fand zwischen dem 23. April und 7. September 1980 statt und wurde zum 26. Mal ausgespielt. Im Endspiel, welches im Gundadalur-Stadion in Tórshavn auf Kunstrasen ausgetragen wurde, siegte Titelverteidiger HB Tórshavn mit 2:0 gegen NSÍ Runavík und konnte den Pokal somit zum dritten Mal in Folge sowie zum 16. Mal insgesamt gewinnen.
HB Tórshavn belegte in der Meisterschaft den zweiten Platz. Mit NSÍ Runavík spielte zum ersten Mal ein Zweitligist im Finale. Dies wurde bisher nur durch Royn Hvalba 1983 und ÍF Fuglafjørður 1987 wiederholt.

## Teilnehmer
Teilnahmeberechtigt waren folgende 43 Mannschaften der vier färöischen Ligen:
| 1. Deild                                                                                      | 2. Deild                                                                                           | 3. Deild                                                                                             | 4. Deild |
| B36 Tórshavn GÍ Gøta HB Tórshavn ÍF Fuglafjørður KÍ Klaksvík MB Miðvágur TB Tvøroyri VB Vágur | B68 Toftir EB Eiði Fram Tórshavn HB Tórshavn II NSÍ Runavík Royn Hvalba SÍ Sørvágur TB Tvøroyri II | B36 Tórshavn II B68 Toftir II B71 Sandur KÍ Klaksvík II LÍF Leirvík SÍ Sumba SÍF Sandavágur Skála ÍF | AB Argir B36 Tórshavn III B36 Tórshavn IV EB Eiði II Fram Tórshavn II GÍ Gøta II HB Tórshavn III ÍF Fuglafjørður II ÍF Streymur KÍ Klaksvík III LÍF Leirvík II MB Miðvágur II NSÍ Runavík II Royn Hvalba II SÍ Sørvágur II SÍF Sandavágur II Skála ÍF II TB Tvøroyri III VB Vágur II |

## Modus
Für den Pokal waren erstmals alle Mannschaften der ersten vier Ligen zugelassen, somit auch die B-, C- und D-Vertretungen. Im Vergleich zum Vorjahr nahmen somit zum ersten Mal Viertligisten teil. Zunächst ermittelten diese 19 Viertligisten in zwei Runden die acht Teilnehmer für die 2. Runde, in der dann auch die acht Drittligisten hinzukamen. Eine Runde später griffen die acht Zweitligisten in den Wettbewerb ein, in der 4. Runde wurde das Teilnehmerfeld durch die acht Erstligisten komplettiert. Alle Runden wurden im K.-o.-System ausgetragen.

## Qualifikationsrunde
Die Partien der Qualifikationsrunde fanden am 23. April statt.
|                  | Ergebnis |                 |
| ---------------- | -------- | --------------- |
| Fram Tórshavn II | 0:6      | HB Tórshavn III |
| GÍ Gøta II       | 2:1      | LÍF Leirvík II  |
| Royn Hvalba II   | 1w/o 1   | VB Vágur II     |

## 1. Runde
Die Partien der 1. Runde fanden am 26. April statt.
|                   | Ergebnis |                    |
| ----------------- | -------- | ------------------ |
| B36 Tórshavn III  | 6:1      | SÍ Sørvágur II     |
| B36 Tórshavn IV   | 0:8      | ÍF Fuglafjørður II |
| EB Eiði II        | 3:4      | KÍ Klaksvík III    |
| GÍ Gøta II        | 2:3      | TB Tvøroyri III    |
| HB Tórshavn III   | 6:0      | VB Vágur II        |
| MB Miðvágur II    | 1w/o 1   | Skála ÍF II        |
| NSÍ Runavík II    | 5:3      | AB Argir           |
| SÍF Sandavágur II | 2:1      | ÍF Streymur        |

## 2. Runde
Die Partien der 2. Runde, in welcher die acht Drittligisten dem Wettbewerb beitraten, fanden am 2. Mai statt.
|                    | Ergebnis              |                 |
| ------------------ | --------------------- | --------------- |
| B36 Tórshavn III   | 4:2                   | B68 Toftir II   |
| B71 Sandur         | 2:1                   | Skála ÍF        |
| HB Tórshavn III    | 4:3                   | LÍF Leirvík     |
| ÍF Fuglafjørður II | 1:1 n. V. (4:3 i. E.) | B36 Tórshavn II |
| KÍ Klaksvík III    | 0:1                   | SÍ Sumba        |
| NSÍ Runavík II     | 0:3                   | KÍ Klaksvík II  |
| SÍF Sandavágur II  | 1:4                   | MB Miðvágur II  |
| TB Tvøroyri III    | 7:0                   | SÍF Sandavágur  |

## 3. Runde
Die Partien der 3. Runde, in welcher die acht Zweitligisten dem Wettbewerb beitraten, fanden am 15. Mai statt.
|                    | Ergebnis |                 |
| ------------------ | -------- | --------------- |
| B36 Tórshavn III   | 1:4      | Fram Tórshavn   |
| EB Eiði            | 1:3      | Royn Hvalba     |
| HB Tórshavn II     | 1:3      | NSÍ Runavík     |
| ÍF Fuglafjørður II | 1:4      | HB Tórshavn III |
| MB Miðvágur II     | 0:2      | KÍ Klaksvík II  |
| SÍ Sørvágur        | 0:2      | B68 Toftir      |
| SÍ Sumba           | 4:2      | B71 Sandur      |
| TB Tvøroyri III    | 3:1      | TB Tvøroyri II  |

## 4. Runde
Die Partien der 4. Runde, in welcher die acht Erstligisten dem Wettbewerb beitraten, fanden am 26. Mai statt.
|                 | Ergebnis |                 |
| --------------- | -------- | --------------- |
| B68 Toftir      | 1:5      | HB Tórshavn     |
| Fram Tórshavn   | 3:0      | B36 Tórshavn    |
| HB Tórshavn III | 1:0      | SÍ Sumba        |
| KÍ Klaksvík II  | 1:6      | ÍF Fuglafjørður |
| NSÍ Runavík     | 2:0      | KÍ Klaksvík     |
| Royn Hvalba     | 2:0      | TB Tvøroyri     |
| TB Tvøroyri III | 2:3      | MB Miðvágur     |
| VB Vágur        | 1:4      | GÍ Gøta         |

## Viertelfinale
Die Viertelfinalpartien fanden am 6. Juli statt.
|                 | Ergebnis |               |
| --------------- | -------- | ------------- |
| GÍ Gøta         | 2:0      | Fram Tórshavn |
| HB Tórshavn III | 1:7      | HB Tórshavn   |
| ÍF Fuglafjørður | 4:2      | MB Miðvágur   |
| Royn Hvalba     | 1:2      | NSÍ Runavík   |

## Halbfinale
Die Hinspiele im Halbfinale fanden am 18. Juli statt, die Rückspiele am 8. August.
|             | Gesamt |                 | Hinspiel | Rückspiel |
| ----------- | ------ | --------------- | -------- | --------- |
| HB Tórshavn | 7:4    | GÍ Gøta         | 4:3      | 3:1       |
| NSÍ Runavík | 7:6    | ÍF Fuglafjørður | 2:0      | 5:6       |

## Finale
| Paarung  | HB Tórshavn – NSÍ Runavík |
| Ergebnis | 2:0                       |
| Datum    | 7. September 1980         |
| Stadion  | Gundadalur, Tórshavn      |
| Tore     | ?                         |